# 祝锦堂
祝锦堂，是一名清朝政治人物。
祝锦堂曾于嘉庆十七年(1812年)接替多托礼任邵武府知府一职，嘉庆二十年(1815年)由周宗泰接任。